# Retoc
|  | Per a altres significats, vegeu «retoc fotogràfic». |

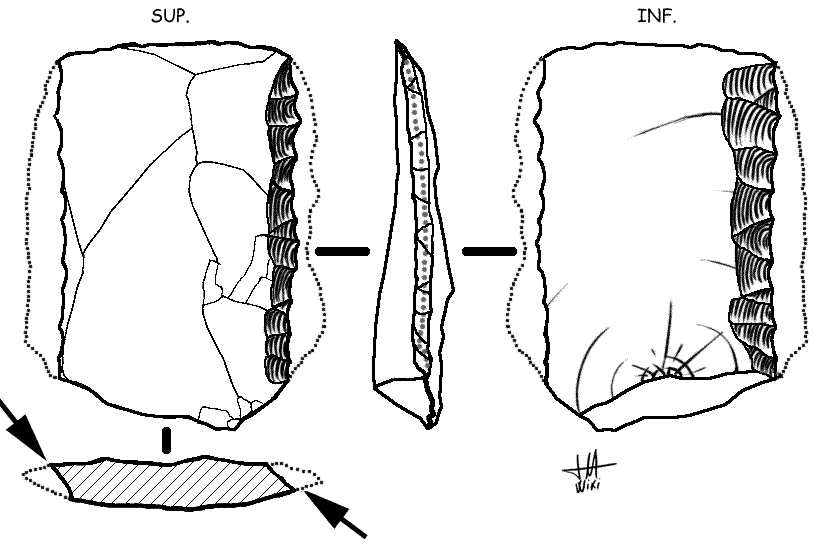

Retoc en arqueologia és un procediment d'acabat dels estris de pedra per adaptar-los a una funció específica.

## Classificació segons la manera de fer el retoc
- Retoc simple: Fets a la vora de l'ascla disminueix el tall de l'aresta
- Retoc pla:Fet mitjançant pressió, penetra en la superfície interior. És específic del Solutrià.
- Retoc abrupte o abatut: Destrueix l'aresta tallant
- Retoc sobreaixecat: Successió de diversos retocs simples. Si són retocs profunds se'n diu retoc escaleriforme, si són més superficials retoc esquamós.

## Classificació segons l'orientació del retoc
- Retocs directes: Fets en la cara dorsal
- Retocs indirectes: Fets en la cara ventral.

## Retocs característics segons èpoques prehistòriques
Tots els retocs poden aparèixer en qualsevol època però n'hi ha que predominen en alguna.
- Retoc simple: Comú a totes les èpoques
- Retoc pla: en el Solutrià i també en el Neolític.
- Retoc escaleriforme: en el Mosterià
- Retoc escamós: en l'Aurinyacià.
- Retoc abrupte: Típic del Perigordià, però present en altres èpoques, ja que servia per acoblar l'estri amb altres compostos de pedra o a parts de fusta o os.